# Epibryon odontophilum
Epibryon odontophilum är en svampart som beskrevs av Döbbeler 1981. Epibryon odontophilum ingår i släktet Epibryon och familjen Pseudoperisporiaceae.   Inga underarter finns listade i Catalogue of Life.